# 238 (عدد)
238 هو عدد صحيح  طبيعي بين 237 و239

## في الرياضيات

### خصائص
- 238 عدد زوجي
- 238 عدد ناقص
- 238 عدد مضلعي (13 أضلاع-41 أضلاع-...)